# Miluše Zadražilová
Miluše Zadražilová, rodným jménem Očadlíková, (17. listopadu 1937 – 30. června 2012 Praha) byla česká rusistka, překladatelka a literární historička.

## Život
Maturovala v Praze, v letech 1955–1960 studovala rusistiku a bohemistiku na Filozofické fakultě UK. Nástavbové studium estetiky absolvovala v letech 1960–1963 a současně byla asistentkou a později odbornou asistentkou na katedře ruské literatury.

V období normalizace musela opustit akademickou sféru a pracovala v Ústavu pro výzkum a využití paliv v Běchovicích. Překládala i nadále, své překlady však mohla publikovat převážně pod jménem svého manžela a překladatelského spolupracovníka Ladislava Zadražila či jinými jmény.
Po roce 1989 se navrátila na Karlovu univerzitu a pokračovala v pedagogické práci, přednášela dějiny ruské literatury. V roce 2009 fakultu opustila, podle Aleny Machoninové „...rezignovala na ryze byrokratické požadavky dnešního akademického světa...“.
Manžel doc. dr. Ladislav Zadražil (1932–2012) byl překladatel, teoretik překladu a literární historik. Zemřel 2. června 2012, necelý měsíc před Miluší Zadražilovou.

## Dílo

### Vlastní dílo
- Ruská literatura přelomu 19. a 20. století (Praha, Karolinum, 1995)
- Žena v moderní ruské literatuře (sestavily K. Chlupáčová a M. Zadražilová, Praha, Univerzita Karlova, Filozofická fakulta, 2003)
- Texty a kontexty Andreje Platonova (Kamila Chlupáčová, Miluše Zadražilová, Praha, Karolinum, 2005)

### Doslovy pod jménem Miluše Očadlíková
- Nedokončené melodie (autor Jurij Kazakov, vybrala a doslov Na okraj literárního díla Jurije Kazakova napsala Miluše Očadlíková, přel. kolekt., il. Radim Malát, Praha, NPL, 1966)
- Posedlý (autor Fjodor Sologub, přel. Jaroslav Piskáček, doslov Básník krásy a smrti Miluše Očadlíková, il. Vladimír Tesař, Praha, Mladá fronta, 1970)

### Překlady pod jménem Miluše Zadražilová
- Třináctý apoštol (autor Natan Ejdelman, přel. Miluše Zadražilová, verše přebásnil Luděk Kubišta, Praha, Svoboda, 1980)
- Duchovní svět rozvinuté socialistické společnosti (autor C. A. Stepanjan, přeložili Zdenka Kovářová, Milan Šimek a Miluše Zadražilová, doslov Václav Šeda, Praha, Svoboda, 1982)
- Dějiny estetických kategorií (Autoři A. F. Losev, V. P. Šestakov, doslov Vladimír Svatoň, přeložila a jmenným rejstříkem opatřila Miluše Zadražilová, Praha, Svoboda, 1984)
- Těžká lyra (Autor Vladislav Chodasevič, vybrali, přeložili a komentovali Petr Borkovec (básně) a Miluše Zadražilová (stati a eseje), Česká Skalice, Opus, 2003)

### Společné překlady M. a L. Zadražilovi
- Estetická konfrontace (Autor V. F. Asmus, přeložili Miluše a Ladislav Zadražilovi, Praha, Svoboda, 1977)
- Maestro Danilov (autor Vladimír Orlov, překlad L. a M. Zadražilovi, Praha, Lidové nakladatelství, 1984)
- Bolest (Autor Radij Pogodin, překlad Miluše a Ladislav Zadražilovi, obálku a vazbu navrhl a graf. upravil Václav Kučera, Praha, Lidové nakladatelství, 1986)
- Smrt tyrana (román o carovi Pavlu I., autor Natan Ejdelman, překlad a ediční pozn. Miluše a Ladislav Zadražilovi, doslov Vladimír Novotný, il. Petr Urban, vazba, obálka a graf. úprava Zdeněk Ziegler, Praha, Lidové nakladatelství, 1986)
- Den popravy (Yusif Səmədoğlu, z rus. překladu ázerbájdžánského orig. přel. Miluše a Ladislav Zadražilovi, obálka, vazba a graf. úprava Pavel Hrach, Praha, Lidové nakladatelství, 1990)
- Rusko mimo Rusko (dějiny a kultura ruské emigrace 1917–1991. [II. díl], Martin C. Putna a Miluše Zadražilová, Brno, Petrov, 1994)
- Apoteóza vykořeněnosti (Autor Lev Šestov, přeložili M. a L. Zadražilovi, Praha, Herrmann, 1995)
- Car a blázen Autor Mark Charitonov, přeložili Miluše a Ladislav Zadražilovi, Praha, Nakladatelství Lidové noviny, 1996)

### Ostatní
- Dvanáctá hodina (Autor Nikolaj Ogňov, přeložil Boris Ulybin, předmluva Miluše Zadražilová), Praha, Odeon, 1989
- Balamutil z Čertuchina (Autor Sergej Klyčkov, překlad Jiřina Miklušáková, předmluva Miluše Zadražilová, graf. úprava Hana Keslová, Praha, Odeon, 1990)
- Kokain (Autor M. Agejev, přeložila Olga Uličná, doslov Miluše Zadražilová, Praha, Volvox Globator, 1995)
- U řek babylonských (antologie ruské emigrační poezie, vybrali, uspořádali a doprovodnými texty opatřili Martin C. Putna a Miluše Zadražilová, přeložili Petr Borkovec et al., Praha, Torst, 1996)
- Apokalypsa naší doby Autor Vasilij Rozanov, přeložil Karel Štindl, doslov Miluše Zadražilová, Praha, Torst, 1997)
- Ohnivý anděl (autor Valerij Brjusov, překlad Taťjana Hašková, doslov Miluše Zadražilová], Praha, Aurora, 1997)
- Verše do alba (Autor Jurij Odarčenko, vybral a přeložil Petr Borkovec, doslov Miluše Zadražilová, Praha, Fra, 2005)
- Žena v moderní ruské literatuře. II, Amazonky severu (sestavily K. Chlupáčová, M. Zadražilová, Praha, Univerzita Karlova, Filozofická fakulta, 2007)

## Ocenění
- Překlad manželů Zadražilových Car a blázen byl oceněn Cenou Josefa Jungmanna za rok 1996.